# لولبية
اللولبية (بالإنجليزية: Treponema)‏ هي جنس بكتيري لولبي الشكل، وتُعتبر اللولبية الشاحبة من أنواع اللولبية الرئيسية في تسبيب الأمراض للإنسان مثل الزهري والبجل والداء العليقي، أما الزهري المستوطن فتُسببه اللولبية البقعية.